# Apertochrysa waitei
Apertochrysa waitei is een insect uit de familie van de gaasvliegen (Chrysopidae), die tot de orde netvleugeligen (Neuroptera) behoort. 
Apertochrysa waitei is voor het eerst wetenschappelijk beschreven door Tillyard in 1917.